# Teilhède
Teilhède är en kommun i departementet Puy-de-Dôme i regionen Auvergne-Rhône-Alpes i centrala Frankrike. Kommunen ligger i kantonen Combronde som tillhör arrondissementet Riom. År 2022 hade Teilhède 519 invånare.

## Befolkningsutveckling
Antalet invånare i kommunen Teilhède
| Referens: INSEE |